# 破虜湖
破虜湖（パロこ、朝鮮語: 파로호）または華川湖（ファチョンこ、朝鮮語: 화천호）は大韓民国の華川ダムによる人造湖で、江原特別自治道北部の華川郡および楊口郡に位置する。

## 破虜湖の戦い

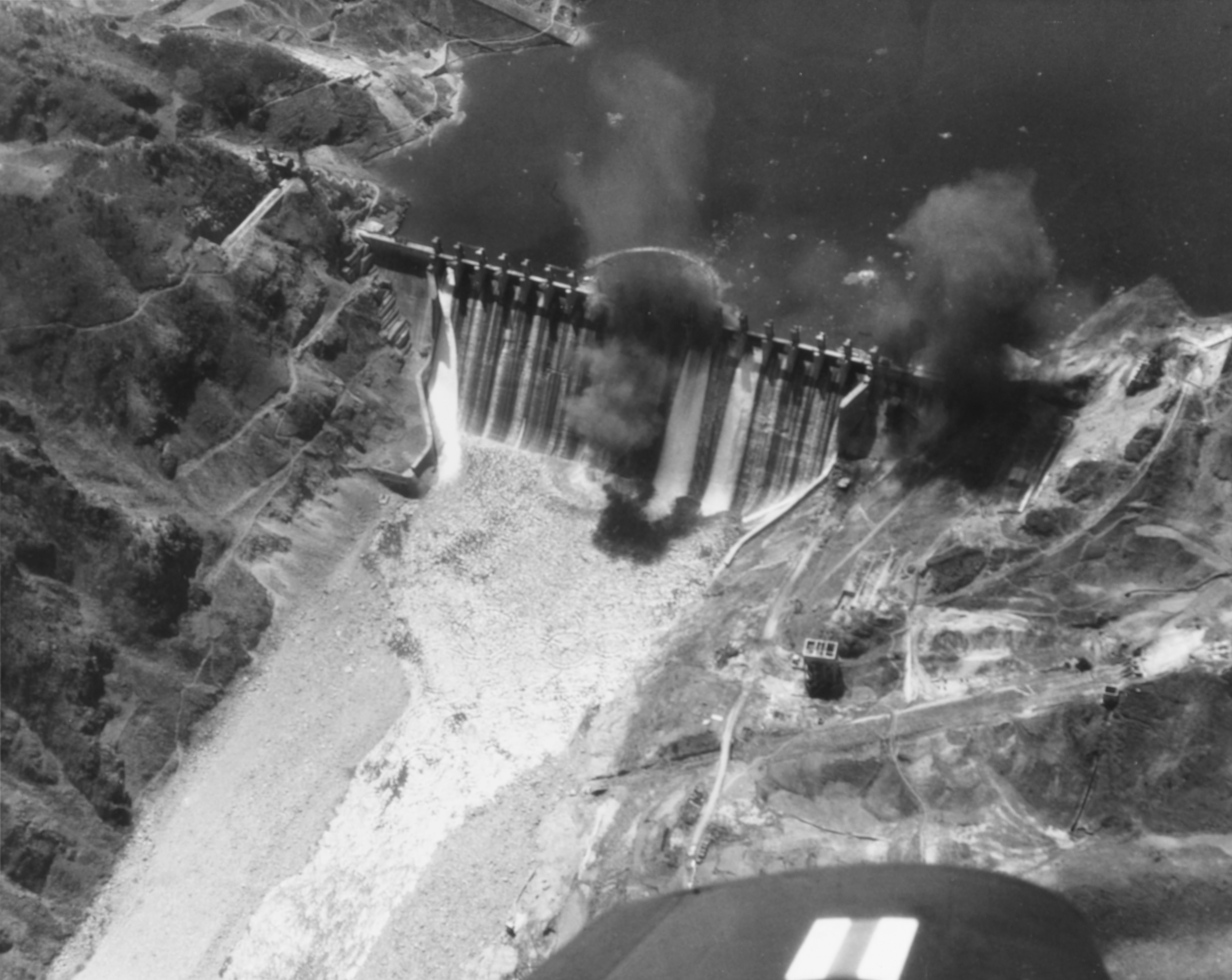
1951年5月 華川ダム

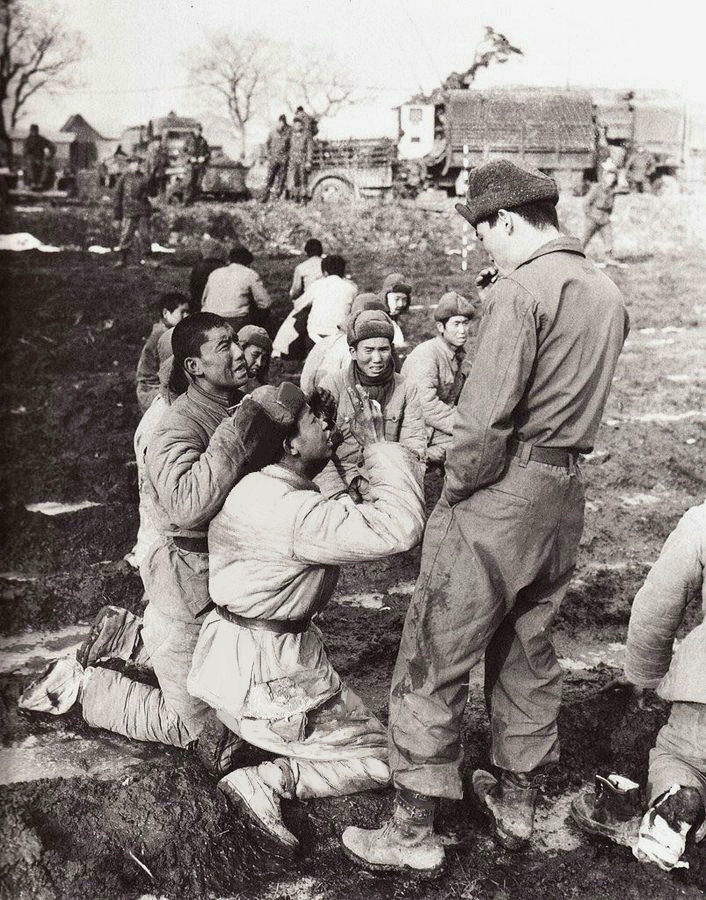
1951年、処刑されることを恐れ、韓国軍兵士に命乞いをする中国捕虜

朝鮮戦争当時、1951年5月26日から4日間にわたりダム付近で張都暎が率いた韓国軍第6師団と中国軍第63師団が交戦し、中国軍を大きく撃破して中国軍に2万人を超える死者、2,617人の捕虜が発生した。韓国側は、中国軍兵士の遺体をダム湖に水葬したことから湖の水が赤くなったと伝えられる。破虜湖の戦いは朝鮮戦争当時、韓国軍が収めた勝利の中で最も大きな勝利だったという。戦後の1955年、李承晩大統領がダム湖を訪れた際に「虜」（異民族、蛮族）を「破」したという意味の破虜湖として命名。2019年現在も、李が揮毫した破虜湖記念碑が残っている。